# Kombinacja norweska na Zimowej Uniwersjadzie 2011
Kombinacja norweska na Zimowej Uniwersjadzie 2011 odbyła się w dniach 28 stycznia–1 lutego 2011. Zawodnicy rywalizowali w trzech męskich konkurencjach – dwóch indywidualnych i jednej drużynowej. Zwycięzcami klasyfikacji medalowej zostali reprezentanci Rosji.

## Medaliści

### Mężczyźni
| Data             | Godzina                 | Miejscowość      | Konkurencja                                                                         | Złoto         | Srebro          | Brąz         |        |
| 28 stycznia 2011 | 9:30 UTC+3/ 14:00 UTC+3 | Erzurum/Kandilli | Konkurs indywidualny metodą Gundersena - skoki na skoczni normalnej/bieg na 10 km   | Tommy Schmid  | Steffen Tepel   | Iwan Panin   | Wyniki |
| 30 stycznia 2011 | 9:30 UTC+3/ 13:30 UTC+3 | Kandilli/Erzurum | Konkurs indywidualny - bieg na 10 km ze startu wspólengo/skoki na skoczni normalnej | Aguri Shimizu | Tomasz Pochwała | Tommy Schmid | Wyniki |
| 1 lutego 2011    | 9:30 UTC+3/ 13:00 UTC+3 | Erzurum/Kandilli | Konkurs drużynowy - skoki na skoczni normalnej/sztafeta 3x5 km                      | Rosja I       | Polska          | Rosja II     | Wyniki |

### Klasyfikacja medalowa
| Klasyfikacja medalowa |            |       |        |      |       |
| Lp.                   | Państwo    | złoto | srebro | brąz | razem |
| 1                     | Rosja      | 1     | -      | 2    | 3     |
| 2                     | Szwajcaria | 1     | -      | 1    | 2     |
| 3                     | Japonia    | 1     | -      | -    | 1     |
| 4                     | Polska     | -     | 2      | -    | 2     |
| 5                     | Niemcy     | -     | 1      | -    | 1     |

## Wyniki

### Konkurs indywidualny metodą Gundersena - skoki na skoczni normalnej/bieg na 10 km
| Lp. | Zawodnik                  | Narodowość | Skok (m)        | Czas biegu | Strata  |
| --- | ------------------------- | ---------- | --------------- | ---------- | ------- |
| 1.  | Tommy Schmid              | Szwajcaria | 128.1 (107.0 m) | 27:31.8    | 27:53.8 |
| 2.  | Steffen Tepel             | Niemcy     | 110.0 (97.0 m)  | 26:29.6    | +10.8   |
| 3.  | Iwan Panin                | Rosja      | 133.7 (108.0 m) | 28:09.1    | +15.3   |
| 4.  | Tomasz Pochwała           | Polska     | 116.1 (100.5 m) | 27:27.4    | +43.6   |
| 5.  | Christian Kuster Erichsen | Szwajcaria | 113.1 (99.5 m)  | 27:33.9    | +1:02.1 |
| 6.  | Shun Yamamoto             | Japonia    | 129.4 (109.0 m) | 28:46.6    | +1:09.8 |
| 7.  | Denis Isaikin             | Rosja      | 110.0 (98.5 m)  | 27:34.8    | +1:16.0 |
| 8.  | Aguri Shimizu             | Japonia    | 119.4 (103.0 m) | 28:25.2    | +1:28.4 |
| 9.  | Michaił Barinow           | Rosja      | 107.4 (98.0 m)  | 27:37.8    | +1:29.0 |
| 10. | Matic Plaznik             | Słowenia   | 111.1 (96.0 m)  | 28:08.6    | +1:44.8 |

### Konkurs indywidualny - bieg na 10 km ze startu wspólnego/skoki na skoczni normalnej
| Lp. | Zawodnik                  | Narodowość | Czas biegu (miejsce) | Punkty za bieg | Skok 1 (m) | Skok 2 (m) | Punkty łącznie |
| --- | ------------------------- | ---------- | -------------------- | -------------- | ---------- | ---------- | -------------- |
| 1.  | Aguri Shimizu             | Japonia    | 29:27.4 min (4)      | 106.0 pkt      | 103,0 m    | 103,0 m    | 250.0 pkt      |
| 2.  | Tomasz Pochwała           | Polska     | 29:44.8 min (9)      | 101.5 pkt      | 98,5 m     | 100,5 m    | 239.5 pkt      |
| 3.  | Tommy Schmid              | Szwajcaria | 30:13.3 min (12)     | 94.5 pkt       | 102,0 m    | 99,5 m     | 237.5 pkt      |
| 4.  | Steffen Tepel             | Niemcy     | 28:31.0 min (1)      | 120.0 pkt      | 93,0 m     | 95,0 m     | 236.0 pkt      |
| 5.  | Christian Kuster Erichsen | Szwajcaria | 29:26.3 min (2)      | 106.2 pkt      | 96,5 m     | 96,5 m     | 232.2 pkt      |
| 6.  | Konstantin Woronin        | Rosja      | 29:29.5 min (5)      | 105.2 pkt      | 93,5 m     | 92,5 m     | 217.2 pkt      |
| 7.  | Wołodymyr Traczuk         | Ukraina    | 29:41.3 min (8)      | 102.5 pkt      | 95,0 m     | 92,0 m     | 216.5 pkt      |
| 8.  | Shun Yamamoto             | Japonia    | 31:11.4 min (16)     | 80.0 pkt       | 99,0 m     | 98,5 m     | 215.0 pkt      |
| 9.  | Michaił Barinow           | Rosja      | 29:26.6 min (3)      | 106.0 pkt      | 92,0 m     | 87,5 m     | 205.0 pkt      |
| 9.  | Keita Katagiri            | Japonia    | 29:59.1 min (10)     | 98.0 pkt       | 93,5 m     | 90,0 m     | 205.0 pkt      |

### Konkurs drużynowy - skoki na skoczni normalnej/sztafeta 3x5 km
| Lp. | Zawodnicy                                             | Kraj       | Skoki (miejsce po skokach)  | Czas biegu  | Strata      |
| --- | ----------------------------------------------------- | ---------- | --------------------------- | ----------- | ----------- |
| 1.  | Michaił Barinow, Konstantin Woronin, Iwan Panin       | Rosja I    | 86.0 m, 86.5 m, 93.5 m (6)  | 40:26.7 min | -           |
| 2.  | Mateusz Wantulok, Andrzej Zarycki, Tomasz Pochwała    | Polska     | 90.5 m, 90.0 m, 96.0 m (3)  | 40:26.8 min | +0.1 s      |
| 3.  | Damir Kinserdinow, Denis Isaikin, Nijaz Nabiejew      | Rosja II   | 80.0 m, 89.0 m, 101.5 m (5) | 41:07.8 min | +41.1 s     |
| 4.  | Christian Kuster Erichsen, Felix Klaesi, Tommy Schmid | Szwajcaria | 85.5 m, 89.5 m, 96.5 m (4)  | 41:24.7 min | +58.0 s     |
| 5.  | Shun Yamamoto, Keita Katagiri, Aguri Shimizu          | Japonia    | 95.0 m, 90.0 m, 95.5 m (1)  | 41:53.4 min | +1:26.7 min |
| 6.  | Florian Schillinger, Steffen Tepel, Jörg Ritzerfeld   | Niemcy     | 88.5 m, 89.0 m, 99.5 m (2)  | 43:32.7 min | +3:06.0 min |
| 7.  | Sturla Sandøy, Morten Aleksander Enger, Lars Enger    | Norwegia   | 82.5 m, 87.5 m, DSQ (7)     | 45:28.5 min | +4:56.2 min |
| 8.  | Ołeksij Chomin, Andrij Parkomczuk, Wołodymyr Traczuk  | Ukraina    | DNS                         | -           | -           |